# Ровня (Калушский район)
Ро́вня (укр. Рівня) — село в Рожнятовской поселковой общине Калушского района Ивано-Франковской области Украины.
Находится на левом берегу реки Ломница (приток Днестра), в её долине.
Население по переписи 2001 года составляло 1391 человек. Занимает площадь 2,37 км². Почтовый индекс — 77631. Телефонный код — 0-3474.